# Зелінський Василь Аркадійович
Васи́ль Арка́дійович Зелі́нський (нар. 26 січня 1983 — пом. 29 серпня 2014) — солдат Збройних сил України, учасник російсько-української війни.

## Короткий життєпис
Народився 1983 року в селі Романів. До 9 класу навчався в ЗОШ № 23; здобув середню освіту у вечірній (змінній) школі міста Луцька. В 2001—2002 роках проходив військову службу в Збройних Силах України. Створив родину; виховували дітей. Працював в Луцьку, останнє місце роботи — СП ТОВ «Модерн-Експо», водій навантажувача.
В часі війни з квітня 2014 року — розвідник 51-ї окремої механізованої бригади.
Загинув у бою поблизу Іловайська під час виходу з оточення. Останній дзвінок від Василя був 28 серпня, з того часу його розшукували рідні. Загинув у полі в урочищі Червона Поляна разом з військовослужбовцями 40-го батальйону Костянтином Нечепуренком, Ігорем Долговим, Іваном Джаданом, Сергієм Конопацьким, 51-ї механізованої бригади Віталієм Малишем, та ще з одним невстановленим на грудень 2016-го бійцем.
Упізнаний за експертизою ДНК серед невідомих героїв АТО, похованих під Запоріжжям. 30 січня 2015 року воїна перепоховали на кладовищі в Липинах Луцького району.
Залишилися дружина Алла, двоє дітей — донька Юлія 2005 та син Дмитро 2009 р.н., мама.

## Нагороди та вшанування
За особисту мужність і героїзм, виявлені у захисті державного суверенітету та територіальної цілісності України, вірність військовій присязі під час російсько-української війни, відзначений — нагороджений:
- 17 липня 2015 року — орденом «За мужність» III ступеня (посмертно);[3]
- 23 серпня 2015-го у Луцьку відкрито меморіальну дошку Василю Зелінському;
- рішенням сесії Луцької районної ради Василю Зелінському посмертно присвоєно звання почесного громадянина Луцького району.
- Його портрет розміщений на меморіалі «Стіна пам'яті полеглих за Україну» у Києві: секція 3, ряд 3, місце 35
- Вшановується 29 серпня на щоденному ранковому церемоніалі вшанування українських захисників, які загинули цього дня у різні роки внаслідок російської збройної агресії[4]
- відзнака 51-ї ОМБр «За мужність та відвагу» (посмертно)
- почесний громадянин міста Луцьк (2018; посмертно)